# Puente Caimanes (Obispo Santistevan)
Puente Caimanes ist eine Ortschaft im Departamento Santa Cruz im Tiefland des südamerikanischen Anden-Staates Bolivien.

## Lage im Nahraum
Puente Caimanes ist zweitgrößte Ortschaft des Municipios General Saavedra und liegt in der Provinz Obispo Santistevan auf einer Höhe von 250 m am Río Chané im Feuchtgebiet zwischen den Flüssen Río Piraí und Río Grande. Das Municipio General Saavedra mit etwa 17.000 Einwohnern ist Kolonisationsgebiet und wird intensiv landwirtschaftlich genutzt.

## Geographie
Puente Caimanes liegt im tropischen Feuchtklima. Die Region war vor der Kolonisierung von tropischem Regenwald bedeckt, ist heute aber größtenteils Kulturland.
Die mittlere Durchschnittstemperatur der Region liegt bei knapp 24 °C (siehe Klimadiagramm Warnes), die Monatswerte schwanken zwischen 20 °C im Juni/Juli und 26 °C von November bis Februar. Der Jahresniederschlag beträgt etwa 1300 mm, die Monatsniederschläge sind ergiebig und liegen zwischen 35 mm im August und 200 mm im Januar.

## Verkehrsnetz
Puente Caimanes liegt in einer Entfernung von 103 Straßenkilometern nördlich von Santa Cruz, der Hauptstadt des Departamentos.
Vom Zentrum von Santa Cruz führt die asphaltierte Nationalstraße Ruta 4 über 57 Kilometer in nördlicher Richtung bis Montero, von dort führt eine regionale Landstraße in nordöstlicher Richtung über 26 Kilometer nach General Saavedra und weiter nach Mineros. Von dort zweigt eine unbefestigte Landstraße nach Osten ab und erreicht Puente Caimanes nach zwanzig Kilometern.

## Bevölkerung
Die Einwohnerzahl der Ortschaft war in den vergangenen beiden Jahrzehnten deutlichen Schwankungen unterworfen:
| Jahr | Einwohner | Quelle       |
| ---- | --------- | ------------ |
| 1992 | 751       | Volkszählung |
| 2001 | 1536      | Volkszählung |
| 2013 | 832       | Volkszählung |

Aufgrund der seit den 1960er Jahren durch die Politik geförderten Zuwanderung indigener Bevölkerung aus dem Altiplano weist die Region einen nicht unerheblichen Anteil an Quechua-Bevölkerung auf, im Municipio General Saavedra sprechen 30,6 Prozent der Bevölkerung Quechua.